# Aeranthes hermannii
Aeranthes hermannii är en orkidéart som beskrevs av Charles Frappier och Eugène Jacob de Cordemoy. Aeranthes hermannii ingår i släktet Aeranthes och familjen orkidéer.
Artens utbredningsområde är Réunion. Inga underarter finns listade i Catalogue of Life.